# Muro en Cameros
Muro en Cameros è un comune spagnolo di 36 abitanti situato nella comunità autonoma di La Rioja.